# Vajazzling

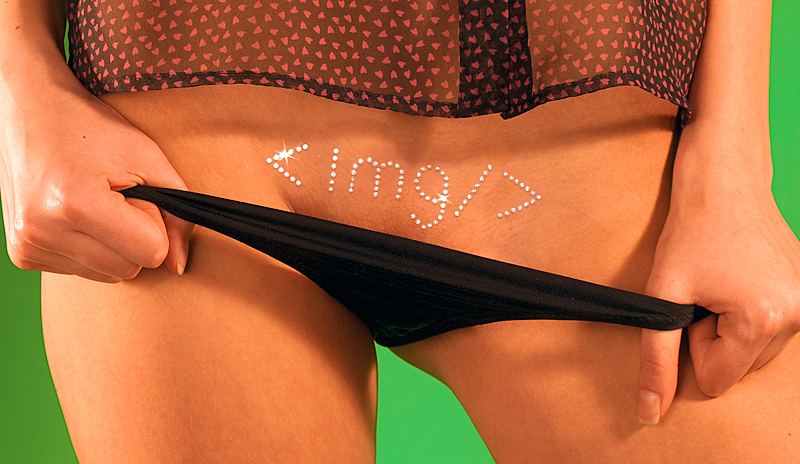
Vajazzling in Form eines HTML-Tags

Vajazzling bezeichnet eine Form der temporären Körpergestaltung, wobei Schmuckelemente auf dem Venushügel angebracht werden. Die Bezeichnung ist ein Kofferwort aus Vagina und „dazzling“ (engl. [\ˈda-zəling\]; „glänzend, strahlend“).
Es werden hierfür selbstklebende Kristallsteine verwendet, die mit einem Spezialkleber auf der Haut haften. Voraussetzung eines Vajazzling ist die vorherige Enthaarung der Region mittels Brazilian Waxing oder Epilation, da nachwachsende Haare die Schmucksteine beeinträchtigen können. Das Verfahren wird von professionellen Kosmetikerinnen angewendet, üblicherweise in einem Waxingstudio.
Vajazzling wurde erstmals 2010 einer breiteren Öffentlichkeit bekannt, als die Schauspielerin Jennifer Love Hewitt in der George Lopez Show von ihrem Vajazzling berichtete. In ihrem später veröffentlichten Buch wird Vajazzling ausführlich thematisiert.